# Squalensynthase
Squalensynthase (SQS) (auch: Farnesyldiphosphat-Farnesyltransferase, FDFT) ist das Enzym, das in Eukaryoten die Kondensationsreaktion von zwei Molekülen Farnesyldiphosphat zu Squalen katalysiert. Dies ist ein Teilschritt in der Cholesterinbiosynthese, und die erste Reaktion, die in Tieren ausschließlich zum Cholesterin führt. Es handelt sich um ein Transmembranprotein, das am endoplasmatischen Reticulum lokalisiert ist. SQS ist ein vielversprechendes pharmakologisches Target für die Senkung des Cholesterinspiegels.
Es gibt homologe Enzyme in Carotin-produzierenden Organismen, die als Teilschritt dieser Synthese Geranylgeranyldiphosphat (GGPP) zu Phytoen kondensieren.

## Katalysierte Reaktion
Die Reaktion findet in zwei Teilschritten statt:
2 ⇔

⇔  + PPi
Zuerst kondensieren zwei Farnesyldiphosphat-Moleküle zu Präsqualendiphosphat.
 + NADPH/H+ ⇔

⇔  + NADP+ + PPi
Anschließend wird Präsqualendiphosphat zu Squalen reduziert und umgelagert.